# تنو
تنو (به ایتالیایی: Tenno) یک کومونه در ایتالیا است که در ترنتینو واقع شده‌است.

## خصوصیات
تنو ۲۸٫۳ کیلومترمربع مساحت و ۱٬۸۲۳ نفر جمعیت دارد و ۴۲۸ متر بالاتر از سطح دریا واقع شده‌است.